# Видосав Ковачевић
Видосав Ковачевић (Липље, 2. август 1955) је пензионисани генерал-мајор Војске Србије. Бивши је начелник Војне Академије Војске Србије и Црне Горе и бивши председник СУБНОР-а Србије.

## Биографија
Рођен 2. августа 1955. године у селу Липље, општина Котор Варош, од оца Весељка и мајке Мирјане. Основну школу је завршио 1970. године у Прњавору. Након завршене основне школе уписује Војну гимназију у Београду коју успешно завршава 1974. године. По завршетку гимназије одлучује се за смер ваздухопловство те уписује Ваздухопловну војну академију у Задру. Дана 29. јула 1977. године унапређен у чин потпоручника и распоређен на дужност официра за навођење у чети ваздухопловног осматрања, јављања и навођења. Ту дужност је обављао од три године. У том периоду завршио је курс официра за навођење 1978. године а поручник је постао 1979. године. Наредне 1980. године, премештен на нову дужност помоћника команданта за морал 91. батаљона ваздухопловног осматрања јављања и навођења. Упоредо са овом дужношћу завршио је курс помоћника команданта за политички рад 1981. а већ наредне 1982. године постао је капетан. Након две године 1984. године, постаје референт у органу за морал 5. пука ваздухопловног осматрања, јављања и навођења. Током овог службовања унапређен у чин капетана прве класе 1986. године. Године 1989. премештен на нову дужност помоћника команданта за морал 5. пука ваздухоловног осматрања, јављања и навођења. Рат у Словенији и Хрватској затиче га на овој дужности. По повлачењу јединица са аеродрома Плесо код Загреба крајем новембра 1991. године у Бихаћ премештен је на дужност начелника ПРЕС центра 5. корпуса Ратног ваздухопловства и противваздушне одбране и унапређен у чин мајора. Средином 1992. године распоређен на дужност референта у органу за морално васпитање и правне послове Команде Ратног ваздухопловства и противваздушне одбране. Трансформацијом ЈНА у Војску Југославије остао на истој дужности да би 1993. године био постављен референта у органу за васпитање и морал у Корпуса противваздушне одбране. Упоредо је током 1994. године завршио Командно-штабну академију и магистрирао на Факултету одбране и заштите. У чин потпуковника је унапређен 1995. године и премештен на нову дужност референта за морал, верске и правне послове у Команди Ваздухопловства и противваздушне одбране Војске Републике Српске. На овој дужности се задржао кратко и већ 1996. године прекомандован за референта у органу за морал Команде РВ и ПВО Војске Југославије. Начелник одсека за психолошко пропаганду делатност у органу за информисање и морал Команде РВ и ПВО постао је 1998. године и на овој дужности унапређен у чин пуковника 1999. године током НАТО агресије на Савезну Републику Југославију. По завршетку борбених дејстава остао је на истој дужности још годину дана. Помоћник за морал команданта Ваздухопловног корпуса постао је 2000. године а након три године премештен у генералштаб и у том периоду је завршио Школу националне одбране 2002. године. Дужност начелника управе за морал Генералштаба ВЈ примио је 2003. а наредне 2004. године ванредно унапређен у чин генерал-мајора. Од 2005. године примио је нову дужност начелника Школе националне одбране Војске Србије и Црне Горе. Исте године прекомандован на нову дужност Начелника Војне академије СЦГ. Као начелник био је носилац пројекта о акредитацији Војне Академије и укључивање високог војног образовања у систем високог образовања Републике Србије. Такође је идејни творац пројекта промоције студената завршне године школовања Војне академије у прве официрске чинове испред Дома Народне Скупштине која се одржава од 2006. године. Дужност Начелника ВА обављао је четири године. Активна војна служба му је престала 10. јула 2009. године. У СУБНОР-у Србије активно учествује у раду као члан Председништва од 2013. године, на позив тадашњег председника проф. др Миодрага Зечевића. Функцију заменика председника СУБНОР-а Србије обављао је од фебруара 2016. до јуна 2020. године. На Изборној Скупштини СУБНОР-а 18. јуна 2020. изабран је за председника СУБНОР-а Србије. Мандат му се завршио 17. марта 2025. године.

## Награде и признања
Носилац је више ордена, медаља, међу којима се истичу: Медаља за војне заслуге (1979), Орден за војне заслуге са сребрним мачевима (1988), Орден за заслуге из области одбране и безбедности првог степена (1999), Орденом витеза спорта међународног савета за војне спортове (2007) и Ордена Светог Саве СПЦ (2009).

## Унапређења у чинове
| Потпоручник | Поручник | Капетан | Капетан прве класе | Мајор | Потпуковник | Пуковник | Генерал-мајор | Генерал-мајор |
| ----------- | -------- | ------- | ------------------ | ----- | ----------- | -------- | ------------- | ------------- |
|             |          |         |                    |       |             |          |               |               |
| 1977.       | 1979.    | 1982.   | 1986.              | 1991. | 1995.       | 1999.    | 2004.         | 2007.         |

## Приватно
Ожењен је. Има супругу, двоје деце и четири унука.